# Gentiana tibetica
Gentiana tibetica är en gentianaväxtart som beskrevs av George King och Joseph Dalton Hooker. Gentiana tibetica ingår i släktet gentianor, och familjen gentianaväxter. Inga underarter finns listade i Catalogue of Life.